# Liste des familles subsistantes de la noblesse bretonne
On dénombre en 2025 environ 350 familles subsistantes de la noblesse bretonne, ce qui représente environ 10,5 % de l'ensemble des familles de la noblesse française. Les familles de Loire-Atlantique sont historiquement incluses dans la noblesse bretonne.
Aucun nom ne doit être ajouté sans mentionner une source imprimée générale récente.
Cette liste ne comporte pas de titres de noblesse, y compris les titres authentiques.
- Haut – A
- B
- C
- D
- E
- F
- G
- H
- I
- J
- K
- L
- M
- N
- O
- P
- Q
- R
- S
- T
- U
- V
- W
- X
- Y
- Z

## A
- Achon (d') : 1585 (Nantes, Loire-Atlantique)[1]
- Allard de Grandmaison : maire d'Angers 1771 (Nantes, Loire-Atlantique)[1]
- Ameline de Cadeville : 1698 (Retz, Loire-Atlantique)[1]
- Amphernet de Pontbellanger (d') : 1371 (Normandie, puis Finistère vers 1760)[2]
- Arnous-Rivière : 1828 (Loire-Atlantique)[1]
- Aubert de Trégomain : 1690 (Rennes)
- Aubert de Vincelles : 1676 (Morbihan)
- Audren de Kerdrel : 1481 (Finistère)
- Augustin de Bourguisson (d') : 1624 (Ille-et-Vilaine)

## B
- Baconnière de Salverte : secrétaire du roi 1759-1766 (Ille-et-Vilaine)
- Bahezre de Lanlay : 1435 (Côtes-d'Armor)
- Barbier du Doré : 1819 (Loire-Atlantique)
- Beaudiez (du) : 1449 (Finistère)
- Becdelièvre (de) : 1442 (Ille-et-Vilaine)
- Bernard de Courville, - de la Gatinais : 1738 (Côtes-d'Armor)
- Bergevin (de) : 1775 (Finistère)
- Berthelot du Chesnay : 1426 (Côtes-d'Armor)
- Berthois : (Ille-et-Vilaine)[1]
- Bessard du Parc : 1781 (Loire-Atlantique)
- Biré (de) : 1568 (Loire-Atlantique)
- Blaize de Maisonneuve : 1786 (Ille-et-Vilaine)
- Blanchard de la Buharaye : 1504 (Ille-et-Vilaine)
- Blois de la Calande (de) : 1521 (Aisne, puis Aube, puis Finistère en 1712)
- Boberil (du) : 1379 (Ille-et-Vilaine)
- Boisbaudry (du) : 1377 (Morbihan)
- Boisboissel (de) : 1317 (Côtes-d'Armor)
- Boisgelin (de) : 1378 (Côtes-d'Armor)
- Boisguéheneuc (du) : 1400 (Morbihan, Loire-Atlantique)
- Boishamon (du) : 1427 (Côtes-d'Armor)
- Boisjan (de) : voir Lambert (de)
- Bois-Jagu de la Villerabel (du) : 1784 (Ille-et-Vilaine)
- Boispéan (du) : 1486 (Ille-et-Vilaine)
- Boisrouvray (de): (Ille-et-Vilaine)[1]
- Botherel (de) : 1595 (Ille-et-Vilaine)
- Botmiliau (de) : 1481 (Côtes-d'Armor)
- Bouan du Chef du Bos : 1460 (Côtes-d'Armor)
- Bouays de Couësbouc (du) : 1447 (Ille-et-Vilaine)
- Bouet-Willaumez : 1845 (Finistère)
- Bouëtiez de Kerorguen (du) : 1443 (Morbihan)
- Bouëxic de Guichen, - de la Driennays, - de Pinieux (du) : 1562 (Ille-et-Vilaine)
- Bougrenet de la Tocnaye (de) : 1401 (Loire-Atlantique)
- Bourayne (de) : 1814 (Finistère)
- Bourblanc (du) : 1500 (Côtes-d'Armor)
- Bourdieu (du) : 1864 (Ille-et-Vilaine)
- Bourg du Bois-Marquer (du) : 1711 (Ille-et-Vilaine)
- Bourguisson (d') : voir Augustin (d')
- Boussineau (de) : 1668 (Loire-Atlantique)
- Bouttier : 1480 (Ille-et-Vilaine)
- Boux de Casson : 1668* (Loire-Atlantique)
- Breil de Pontbriand, - de la Caunelaye, - de Marzan (du) : 1399 (Côtes-d'Armor)
- Bréart de Boisanger : 1668 (Morbihan)
- Briant de Laubrière : 1816 (Finistère)
- Brindejonc de Bermingham : 1818 (Ille-et-Vilaine)
- Briot de la Crochais : 1823 (Ille-et-Vilaine)
- Bruc (de) : 1439 (Loire-Atlantique)
- Budes de Guébriand : 1300 (Côtes-d'Armor)
- Bureau des Nouelles : 1660 (Loire-Atlantique)
- Busnel (de) : 1581 (Ille-et-Vilaine)
- Buxeuil de Roujoux (de) : 1810 (Finistère)

## C
- Cadaran de Saint-Mars (de) : 1460 (Loire-Atlantique)
- Cadeville (de) : voir Ameline
- Cadoret (de) : 1642 (Loire-Atlantique)
- Cadoudal (de) : 1815 (Morbihan)
- Cargouët (de) : 1423 (Côtes-d'Armor)
- Carheil (de) : 1470 (Ille-et-Vilaine)
- Carné (de) : 1423 (Morbihan, Finistère)
- Carré de Lusançay : 1675 (Loire-Atlantique)
- Carron de la Carrière : 1815 (Ille-et-Vilaine)
- Castel (de) : 1390 (Morbihan)
- Castellan (de) : 1575 (Morbihan)
- Chalus (de) : 1470 (Maine)
- Charette de la Contrie (de) : 1668* (Loire-Atlantique)
- Chauchart du Mottay : 1668* (Côtes-d'Armor)
- Chaurand (de) : 1751 (Loire-Atlantique)
- Chéreil de la Rivière : 1738 (Ille-et-Vilaine)
- Chevigné (de) : 1370 (Ille-et-Vilaine)
- Coataudon (de) : 1423 (Finistère)
- Coatgoureden (de) : 1427 (Côtes-d'Armor)
- Coattarel (de) : 1481 (Côtes-d'Armor)
- Coëtlogon (de) : 1371 (Côtes-d'Armor)
- Coëtnempren de Kersaint (de) : ancienne extraction (Finistère)
- Cognets de Correc de Kerdréoret (des) : 1488 (Côtes-d'Armor)
- Collas de la Baronnais : extraction, maintenue en 1669 (Ille-et-Vilaine)
- Collin de la Contrie : 1822 (Ille-et-Vilaine)
- Coniac (de) : 1619 (Côtes-d'Armor)
- Coquebert de Neuville : 1565 (Loire-Atlantique)
- Cornulier-Lucinière (de) : 1487 (Loire-Atlantique)
- Couasnon (de) : 1417 (Ille-et-Vilaine)
- Couëdic de Kergoualer (du), - de Kergoaler : 1370 (Finistère)
- Couessin du Boisriou (de) : 1453 (Morbihan)
- Couppé de Lahongrais : 1540 (Ille-et-Vilaine)
- Couraut : 1427 (Morbihan)
- Courson de la Villeneuve (de) : 1437 (Ille-et-Vilaine)
- Cramezel de Kerouë : 1741 (Loire-Atlantique)

## D
- Dein : 1822 (Ille-et-Vilaine)
- Denis de Trobriand : 1715 (Finistère)
- Desclos de la Fonchais : 1711 (Ille-et-Vilaine)
- Desgrées du Lou : 1385 (Ille-et-Vilaine)
- Desjars de Keranrouë : 1506 (Côtes-d'Armor)
- Dibart de la Villetanet : 1460 (Ille-et-Vilaine)
- Dieuleveult (de) : 1816 (Côtes-d'Armor)
- Dresnay (du) : 1424 (Finistère)
- Drouet de Montgermont : 1670 (Ille-et-Vilaine)
- Dubois de la Patellière : 1817 (Loire-Atlantique)

## E
- Ertault de la Bretonnière : 1662 (Loire-Atlantique)
- Escrots d'Estrée (d') : 1472 (Loire-Atlantique)
- Espinose (d') : 1594 (Loire-Atlantique)
- Espivent de la Villesboisnet : 1535 (Côtes-d'Armor)

## F
- Faverot de Kerbrech : 1809 (Morbihan)
- Ferron : 1381 (Côtes-d'Armor)
- Fleuriot de La Colinière (de) : 1732 (Loire-Atlantique)
- Fleuriot de Langle : 1427 (Côtes-d'Armor)
- Forges (de) : 1441 (Morbihan)
- Fou et Fou de Kerdaniel (du) : 1426 (Côtes-d'Armor)
- Foucaud de Launay (de) : 1774 (Morbihan)
- Fournier de Pellan : 1480 (Ille-et-Vilaine)
- France (de) : 1362 (Ille-et-Vilaine)
- Francheville (de) : 1477 (Côtes-d'Armor)
- Freslon de la Freslonnière (de) : 1386 (Ille-et-Vilaine)
- Fresne de Virel (du) : 1426 (Ille-et-Vilaine)

## G
- Galbaud du Fort : 1766 (Loire-Atlantique)
- Gardin du Boisdulier : 1720 (Ille-et-Vilaine)
- Garnier de la Villesbret : 1670 (Côtes-d'Armor)
- Gaudemont de la Monforière (de) : 1668* (Côtes-d'Armor)
- Gazet du Chatellier : 1576 (Loire-Atlantique)
- Geffroy de Villeblanche : 1653 (Morbihan)
- Gibon (de) : 1370 (Morbihan)
- Gilart de Keranflec'h : 1503 (Finistère)
- Goësbriand (de) : 1328 (Finistère)
- Goguet de la Salmonière : 1734 (Loire-Atlantique)
- Goujon de Grondel : 1778
- Goulaine (de) : 1304 (Loire-Atlantique)
- Gourcuff (de) : 1669* (Finistère)
- Gourio du Refuge (de) : 1503 (Finistère)
- Gourlez de la Motte : 1808 (Loire-Atlantique)
- Gouvello de La Porte, - du Timat (Le), - de Keriaval (de) : 1443 (Morbihan)
- Gouyon de Coipel (de) : 1400 (Morbihan)
- Goüyon (de) : 1209 (Côtes-d'Armor)
- Gouzillon de Bélizal (de) : 1486 (Finistère)
- Groult de Beauvais du Meurtel : 1712 (Ille-et-Vilaine)
- Guéheneuc de Boishue (de) : 1416 (Ille-et-Vilaine)
- Guillemot de la Villebiot : 1668* (Côtes-d'Armor)
- Guillotou de Kerever : 1739 (Finistère)
- Guiny (du) : 1315 (Morbihan)

## H
- Halna du Fretay : 1532 (Côtes-d'Armor)
- Harscouët de Saint-Georges, et - de Keravel : 1440 (Morbihan)
- Hay de Slade : 1763* (Loire-Atlantique)
- Hay des Nétumières : 1369 (Ille-et-Vilaine)
- Hémery de Goascaradec, et - de la Villeauray : 1381 (Côtes-d'Armor)[3]
- Herbais de Thun (d') : 1661 (Cambraisis, puis Bretagne)
- Hersart de la Villemarqué : 1476 (Côtes-d'Armor, Finistère)
- Hervé du Penhoat : 1815 (Finistère)
- Houitte de la Chesnais : 1814 (Ille-et-Vilaine)
- Hingant de Saint-Maur : 1423 (Côtes-d'Armor)
- Huchet de la Bédoyère, - de Quénétain, - de Cintré : 1427 (Ille-et-Vilaine)
- Huon de Kermadec : 1354 (Finistère)
- Huteau (d') : 1659 (Loire-Atlantique)

## J
- Jacquelot du Boisrouvray (de) : 1553 (Ille-et-Vilaine)
- Jégou du Laz : 1668* (Côtes-d'Armor)
- Jehannot de Penquer : 1441 (Ille-et-Vilaine)
- Jouan de Kervenoaël : 1426 (Finistère)
- Joyaut de Couesnongle : 1815 (Morbihan)
- Juchault des Jamonières : 1583 (Loire-Atlantique)

## K
- Kerampuil (de) : voir Saisy
- Kerautem (de) : 1448 (Côtes-d'Armor)[1]
- Kergariou (de) : 1340 (Trégor, Côtes-d'Armor)[1]
- Kergorlay (de) : 1380 (Finistère)[1]
- Kergoualer (de) : voir Couëdic (du)
- Kerguelen de Kerbiquet (de) : 1413 (Finistère)[1]
- Kerguiziau de Kervasdoué (de) : 1427 (Léon, Finistère)[1]
- Kerhorlay (de) : voir Vergier (du)
- Kerimel de Kerveno (de) : 1469 (Côtes-d'Armor, Finistère)[1]
- Kermabon (de) : 1328 (Côtes-d'Armor, Finistère)[1]
- Kermel (de) : 1461 (Trégor, Côtes-d'Armor)[1]
- Kermenguy (de) : 1400 (Léon, Finistère)[1]
- Kermerc'hou de Kerautem (de), - de Lesenor, - de Rumfellec : 1479 (Trégor)[1]
- Kermoysan (de) : 1390 (Tréguier, Côtes-d'Armor)[1]
- Kernavanois (de) : ancienne extraction, maintenue en 1669 (Tréguier, Côtes-d'Armor)[1]
- Kerouartz (de) : 1375 (Léon, Finistère)[1]
- Keroullas (de) : 1443 (Léon, Finistère)[2]
- Kerpezdron (de) : 1440 (Morbihan)[1]
- Kerpoisson (de) : 1487 (Nantes, Loire-Atlantique)[1]
- Kerret (de) : 1290 (Léon, Finistère)[1]
- Kerraoul (de) : voir Vittu
- Kersabiec (de) : voir Sioc'han
- Kersaint-Gilly (de) : 1380 (Léon, Finistère)[1]
- Kersaint (de) : voir Coëtnempren
- Kersauson (de) : 1400 (Léon, Finistère)[1]
- Kerstrat (de) : voir Tréourret (de)
- Kertanguy : voir Salaun
- Kervenoaël (de) : voir Jouan

## L
- La Bourdonnaye (de) : 1427 (Ille-et-Vilaine)
- La Bouverie (de) : voir Tuault
- La Celle de Chateaubourg (de) : 1430 (Ille-et-Vilaine)
- La Choüe de la Mettrie (de) : 1440 (Ille-et-Vilaine)
- La Forest d'Armaillé (de) : 1444 (Ille-et-Vilaine)
- La Forest de la Ville au Sénéchal (de) : 1436	 (Ille-et-Vilaine)
- La Goublaye de Nantois et - de Ménorval (de) : 1557 (Côtes-d'Armor)
- La Guerrande (de) : 1490 (Côtes-d'Armor)
- La Haye-Saint-Hilaire (de) : 1393 (Ille-et-Vilaine)
- La Lande de Calan (de) : 1427 (Côtes-d'Armor)
- Lamarzelle (de) : 1752 (Morbihan)
- Lambert de Boisjan (de) : 1444 (Ille-et-Vilaine)
- Lambilly (de) : 1361 (Morbihan)
- La Monneraye (de) : 1666 (Ille-et-Vilaine)
- La Motte de la Motte-Rouge (de) : 1427 (Côtes-d'Armor)
- La Motte de Broons de Vauvert (de) : 1500 (Côtes-d'Armor)
- Lamour de Caslou : 1513 (Ille-et-Vilaine)
- La Moussaye (de) : 1412 (Ille-et-Vilaine)
- Langlais (de) : 1672* (Loire-Atlantique)
- Langle (de) : 1402 (Morbihan)
- La Noue (de) : 1451 (Côtes-d'Armor)
- Lantivy de Trédion (de) : 1396 (Morbihan)
- La Roche-Kerandraon (de) : 1670* (Finistère)
- La Roche-Saint-André (de) : 1380 (Loire-Atlantique)
- La Ruée (de) : 1570 (Morbihan)
- La Tribouille (de) : 1299 (Loire-Atlantique)
- La Tullaye (de) : 1407 (Ille-et-Vilaine)
- Launay (de) : 1476 (Côtes-d'Armor)
- Lauzanne (de) : 1409 (Ille-et-Vilaine)
- La Villéon (de) : 1444 (Ille-et-Vilaine)
- Le Bastart de Villeneuve : 1426 (Ille-et-Vilaine)
- Le Bel de Penguilly : 1560 (Ille-et-Vilaine)
- Le Blonsart du Bois de La Roche : 1670 (Morlaix, Finistère)
- Le Borgne de Boisriou, et - de la Tour : 1497 (Côtes-d'Armor)
- Le Bouteiller des Haries : 1669* (Ille-et-Vilaine)
- Le Cardinal de Kernier : ?, maintenue en 1667 (Ille-et-Vilaine)
- Le Chauff de Kerguenec : 1668* (Ille-et-Vilaine)
- Le Fer de la Gervinais : 1711 (Ille-et-Vilaine)
- Le Forestier de Quillien : 1481 (Finistère)
- Le Gac de Lansalut : 1438 (Finistère)
- Le Gentil de Rosmorduc : 1430 (Finistère)
- Legge de Kerléan (de) : 1740* (Ille-et-Vilaine)
- Le Gonidec de Traissan (de), - de Kerhalic, et - de Penlan : 1410 (Côtes-d'Armor)
- Le Gualès de Mézaubran : 1400 (Côtes-d'Armor)
- Le Jumeau de Kercaradec : 1547 (Finistère)
- Le Maignan de Kerangat : 1477 (Morbihan)
- Le Marant de Kerdaniel : 1481 (Côtes-d'Armor)
- Le Mintier de la Motte-Basse, et - de Léhélec : 1440 (Côtes-d'Armor)
- Le Mercier de Maisoncelle-Vertille de Richemont : 1734 (Loire-Atlantique)
- Le Nepvou de Carfort : 1469 (Côtes-d'Armor)
- Le Noir de Tournemine, et - de Carlan : 1669 (Côtes-d'Armor)
- Le Normant de Lourmel du Hourmelin : 1606 (Côtes-d'Armor)
- Léon des Ormeaux : 1669 (Côtes-d'Armor)
- Léon de Tréverret : 1727 (Finistère)
- Le Pays du Teilleul : 1701 (Ille-et-Vilaine)
- Le Provost de la Voltais : 1435 (Ille-et-Vilaine)
- Le Riche de Cheveigné : 1719 (Ille-et-Vilaine)
- Le Rouge de Guerdavid : 1669* (Finistère)
- Le Saige de la Villèsbrunne : 1519 (Loire-Atlantique)
- L'Escale (de) : 1608 (Morbihan)
- Lesguern (de) : 1447 (Finistère)
- Lespinay (de) : 1429 (Loire-Atlantique)
- Lesquen du Plessis-Casso (de) : 1346 (Côtes-d'Armor)
- L'Estang du Rusquec (de) : 1420 (Finistère)
- L'Estourbeillon (de) : 1381 (Ille-et-Vilaine)
- Lisle du Dréneuc (de) : 1668 (Loire-Atlantique)
- Libault de la Chevasnerie : 1655 (Loire-Atlantique)
- Lorgeril (de) : 1530 (Ille-et-Vilaine)

## M
- Macé de la Rochemacé : 1662 (Loire-Atlantique)
- Magon de la Giclais, - de Saint-Elier, - de la Villehuchet : 1670 (Ille-et-Vilaine)
- Mahé de Berdouaré : 1557 (Finistère)
- Martin de Baudinière : 1819 (Loire-Atlantique)
- Martin de Montaudry : 1595 (Loire-Atlantique)
- Maudet de Penhoet : 1480 (Ille-et-Vilaine)
- Mauduit du Plessix (de) et Mauduit (de) : 1729 (Morbihan)
- Méhérenc de Saint-Pierre (de) : 1372 (Normandie puis Bretagne)
- Mellon (de) : 1480 (Ille-et-Vilaine)
- Mérot du Barré : 1749 (Loire-Atlantique)
- Miniac (de) : 1699* (Ille-et-Vilaine)
- Miorcec de Kerdanet : 1815 (Finistère)
- Moncuit de Boiscuillé (de) : 1813 (Ille-et-Vilaine)
- Montaigu (de) : 1438 (Loire-Atlantique)
- Montaudoüin (de) : 1750 (Loire-Atlantique)
- Montfort (de) : 1672* (Côtes-d'Armor)
- Moreau de Lizoreux : 1819 (Finistère)
- Moucheron (de) : 1445 (Normandie, Loire-Atlantique)

## N
- Nicol de la Belleissue : 1518 (Côtes-d'Armor)
- Nielly : 1815 (Finistère)
- Normant de la Villehelleuc : 1464 (Côtes-d'Armor)
- Nouel (de) : 1535 (Côtes-d'Armor)
- Noury : 1822 (Ille-et-Vilaine)

## P
- Panou de Faymoreau : 1744 (Loire-Atlantique)
- Parc Locmaria (du) : 1340 (Côtes-d'Armor)
- Parcevaux (de) : 1557 (Finistère)
- Parscau du Plessix (de) : 1527 (Finistère)
- Pavret de la Rochefordière : 1789 (Loire-Atlantique)
- Péan de Ponfilly : 1479 (Ille-et-Vilaine)
- Penfentenyo de Cheffontaines et - de Kervereguen (de) : 1393 (Finistère)
- Penguern (de) : 1427 (Finistère)
- Picot de Peccaduc : 1516 (Ille-et-Vilaine)
- Pinczon du Sel : 1476 (Ille-et-Vilaine)
- Pioger (de) : 1477 (Ille-et-Vilaine)
- Plessis d'Argentré (du) : 1425 (Ille-et-Vilaine)
- Plessis de Grenédan (du) : 1420 (Ille-et-Vilaine)
- Pluvié (de) : 1386 (Morbihan)
- Pontavice (du) : 1669* (Ille-et-Vilaine)
- Pontbellanger (de) : voir Amphernet (d')
- Pontual (de) : 1400 (Ille-et-Vilaine)
- Porcaro (de) : 1426 (Ille-et-Vilaine)
- Porée du Breil et - de la Touche : 1730 (Ille-et-Vilaine)
- Portzamparc (de) : voir Urvoy
- Potier de la Houssaye : 1788 (Ille-et-Vilaine)
- Poullain de la Fosse-David et - de Saint-Père : 1669* (Côtes-d'Armor)
- Poullain de Sainte-Foix : 1763 (Ille-et-Vilaine)
- Poulpiquet du Halgouët et - de Brescanvel (de) : 1395 (Finistère, Loire-Atlantique)
- Prez de la Morlais (des) : 1669 (Morbihan)

## Q
- Quelen (de) : 1379 (Finistère)
- Quemper de Lanascol (de) : 1413 (Côtes-d'Armor)
- Quengo de Tonquédec (de) : 1390 (Côtes-d'Armor)
- Quétier de Saint-Eloy : 1670* (Loire-Atlantique)
- Quintin de Kercadio : 1490 (Côtes-d'Armor)

## R
- Rabuan de la Hamonnaye : 1819 (Ille-et-Vilaine)
- Rado de Saint-Guedas : 1669 (Morbihan)
- Radoube de Ploermel : 1661 (Morbihan)
- Raguenel de Montmorel (de) : 1819 (Ille-et-Vilaine)
- Raison du Cleuziou : 1531 (Côtes-d'Armor)
- Rieux de la Villoubert (des) : 1747 (Loire-Atlantique)
- Rioust de Largentaye : 1816 (Côtes-d'Armor)
- Robien (de) : 1389 (Côtes-d'Armor)
- Robineau de Rochequairie : 1432 (Loire-Atlantique)
- Rocher du Quengo (du): 1669 (Côtes-d'Armor)
- Rodellec du Porzic (de) : 1472 (Léon, Finistère)
- Rogon de Carcaradec : 1551 (Côtes-d'Armor)
- Rohan (de) : 1019 (Côtes-d'Armor, Morbihan)
- Rolland du Noday : 1464 (Côtes-d'Armor)
- Rolland de Rengervé : 1385 (Ille-et-Vilaine)
- Rolland du Roscoat : 1373 (Côtes-d'Armor)
- Romilley (de) : XIVe siècle (Ille-et-Vilaine)
- Rougé (de), - du Plessis-Bellière, - des Rues : 1375 (Anjou, Loire-Atlantique)

## S
- Saint-Jean (de) : 1427 (Normandie, Ille-et-Vilaine)
- Saint-Genys (de) : 1653 (Côtes-d'Armor)
- Saint-Gilles (de) : 1283 (Ille-et-Vilaine)
- Saint-Pern (de) : 1330 (Ille-et-Vilaine)
- Saint-Meleuc (de) : 1480 (Ille-et-Vilaine)
- Saint-Meloir (de) : 1668 (Côtes-d'Armor)
- Saisy de Kerampuil (de) : 1446 (Finistère)
- Salaün de Kertanguy : 1446 (Finistère)
- Schonen (de) : 1443 (Côtes-d'Armor)
- Scott de Martinville : 1671* (Écosse, puis Bretagne)
- Sécillon (de) : 1464 (Loire-Atlantique)
- Serrant (de) : voir Walsh
- Sesmaisons (de) : 1375 (Loire-Atlantique)
- Sioc'han de Kersabiec : 1426 (Finistère)
- Silguy (de) : 1410 (Finistère)
- Soussay (de) : 1355 (Loire-Atlantique)

## T
- Talhouët (de) : 1426 (Morbihan)
- Tanoüarn (de) : 1581 (Côtes-d'Armor)
- Terrien de la Haye : 1820 (Loire-Atlantique)
- Thévenard (de) : 1810 (Ille-et-Vilaine)
- Thomas des Essarts : 1815 (Ille-et-Vilaine)
- Thomas de la Plesse : 1811 (Ille-et-Vilaine)
- Thomé de Keridec : 1680 (Côtes-d'Armor)
- Tinténiac (de) : 1385 (Finistère)
- Tournemine (de) : voir Le Noir
- Trédern (de) : 1475 (Finistère)
- Trégomain (de) : voir Aubert
- Trémaudan (de) : 1531 (Ille-et-Vilaine)
- Tréourret de Kerstrat (de) : 1430 (Finistère)
- Trogoff (de) : 1403 (Côtes-d'Armor)
- Trolong du Rumain (de) : 1388 (Côtes-d'Armor)
- Tuault de la Bouverie : 1814 (Morbihan)

## U
- Urvoy de Closmadeuc et - de Portzamparc : 1402 (Côtes-d'Armor)

## V
- Vergier de Kerhorlay (du) : 1400 (Morbihan)
- Vittu de Kerraoul : secrétaire du roi 1730 (Côtes-d'Armor)

## W
- Walsh de Serrant : (Irlande puis Bretagne)